# Quần đảo Hawaii
Quần đảo Hawaiʻi (tiếng Anh: Hawaiian Islands, tên cũ là Sandwich Islands, còn có tên tiếng Việt là Quần đảo Hạ Uy Di) là một quần đảo gồm 19 đảo và đảo san hô, cùng nhiều đảo nhỏ và núi ngầm trải theo hướng Tây Bắc – Đông Nam, nằm ở vùng Bắc Thái Bình Dương giữa các vĩ tuyến 19° và 29° Bắc. Tên của quần đảo được lấy theo tên của hòn đảo lớn nhất trong nhóm là đảo Hawaiʻi. Quần đảo kéo dài từ đảo Hawaiʻi ở phía Nam cho tới rạn san hô vòng Kure ở phía Bắc. Đảo lớn thứ 2 là Oahu trong đó có thủ phủ Honolulu, đảo thứ 3 là Maui.
Ngoại trừ quần đảo Midway – một lãnh thổ chưa hợp nhất của Hoa Kỳ, thì toàn bộ quần đảo Hawaiʻi cấu thành nên tiểu bang Hawaiʻi của Hoa Kỳ. Hawaiʻi trở thành tiểu bang thứ 50 của Hoa Kỳ vào ngày 21 tháng 8 năm 1959, vị trí tại vùng Bắc Thái Bình Dương cách đất liền 3700 km ở 21°18'41" độ vĩ bắc 157°47'47"độ kinh đông.

## Các đảo trong quần đảo Hawaiʻi
Honolulu là thành phố lớn cực nam của Hoa Kỳ. Mặc dù cái tên "Honolulu" là khu vực đô thị trên bờ biển đông nam của đảo Oahu, thành phố và chính quyền quận được hợp nhất như thành phố và quận Honolulu, bao gồm toàn bộ hòn đảo. Đối với mục đích thống kê, Cục điều tra dân số Mỹ thừa nhận một phần đô thị của Honolulu là nơi điều tra dân số một định. Đảo Honolulu là một trung tâm tài chính lớn của các đảo Thái Bình Dương, và tây nam thành phố lớn nhất Hoa Kỳ '. Dân số của CDP được 371.657 tại điều tra dân số năm 2000, trong khi dân số của thành phố và quận được 909.863, làm cho nó là 57 vùng đô thị lớn ở Hoa Kỳ. Honolulu cũng là thủ phủ tiểu bang đông dân nhất liên quan đến dân số của tiểu bang. Trong ngôn ngữ Hawaiʻi, Honolulu nghĩa là "vịnh tạm" hoặc "nơi trú ẩn". Đảo Honolulu là thủ đô của quần đảo Hawaiʻi từ năm 1845 và được công nhận di tích lịch sử sau cuộc tấn công của Nhật vào Trân Châu Cảng gần thành phố ngày 07 tháng 12 năm 1941.